# Zyprischer Fußballpokal 1951/52
Der Zyprische Fußballpokal 1951/52 war die 15. Austragung des zyprischen Pokalwettbewerbs. Er wurde vom zyprischen Fußballverband ausgetragen. Das Finale fand am 6. April 1952 im GSP-Stadion von Nikosia statt.
Pokalsieger wurde Çetinkaya TSK. Das Team setzte sich im Finale gegen Pezoporikos Larnaka durch. 
Alle Begegnungen wurden in einem Spiel ausgetragen. Bei unentschiedenem Ausgang wurde das Spiel um zweimal 15 Minuten verlängert. Stand danach kein Sieger fest, folgte ein Wiederholungsspiel auf des Gegners Platz.

## Teilnehmer
| First Division (8)                                                 | First Division (8)                                                         |
| ------------------------------------------------------------------ | -------------------------------------------------------------------------- |
| - Anorthosis Famagusta - EPA Larnaka - AEL Limassol - AYMA Nikosia | - APOEL Nikosia - Çetinkaya TSK - Olympiakos Nikosia - Pezoporikos Larnaka |

## Viertelfinale
Die Spiele fanden am 9. März 1952 statt.
|                      | Ergebnis |                     |
| -------------------- | -------- | ------------------- |
| AEL Limassol         | 3:1      | AYMA Nikosia        |
| Anorthosis Famagusta | 0:3      | Pezoporikos Larnaka |
| APOEL Nikosia        | 4:0      | Olympiakos Nikosia  |
| EPA Larnaka          | 0:4      | Çetinkaya TSK       |

## Halbfinale
|               | Ergebnis |                     |
| ------------- | -------- | ------------------- |
| APOEL Nikosia | 0:3      | Pezoporikos Larnaka |
| Çetinkaya TSK | 1:0      | AEL Limassol        |

## Finale
| Paarung             | Çetinkaya TSK – Pezoporikos Larnaka |
| Ergebnis            | 4:1 (1:0) |
| Datum               | 6. April 1952 |
| Stadion             | GSP-Stadion, Nikosia |
| Schiedsrichter      | Mishel Iosifides |
| Tore                | 1:0 Mehmet Bardak (40.) 1:1 Mikis Ioannides (55.) 2:1 Vedat Salih „Jipsis“ (56.) 3:1 Mehmet Bardak (60.) 4:1 Vedat Salih „Jipsis“ (74.)                                                                                                |
| Çetinkaya TSK       | Mustafa Epem – Mustafa Defteralı, Derviş Patounas „Arap“ – Fikret Ahmet, Ali Denizer, Soua Achemt – Erol Kazım, Seltsouk, Aslabei, Vedat Salih „Jipsis“, Ali Ahmet, Mehmet Bardak.                                                     |
| Pezoporikos Larnaka | Christakis Pilavakis – Lazaros Anastasiou, Xanthos Iakovides – Giorgos Patoynas, Kokos Loukaides, Andreas Papadopoulos – Takis Charalambous, Aristos Kaisidis, Michalakis Kiriakides, Dimitris Cheimonides „Pperentes“, Andras Pirgos. |